# Marie Rivière
Marie Rivière (Montreuil, 22 dicembre 1956) è un'attrice francese.
È una delle attrici predilette del regista cinematografico Éric Rohmer.

## Biografia
Di origini proletarie, prima di esordire nel cinema ha lavorato come insegnante e commessa. Poco più che ventenne, dopo aver visto il film L'amore il pomeriggio (L'amour l'après-midi) inviò una lettera con foto a  Éric Rohmer che acconsentì ad incontrarla nel suo ufficio alla Films du Losange. All'incontro presenziarono anche Arielle Dombasle e Thierry Lhermitte che la favorirono nel partecipare con un piccolo ruolo al film del 1978 Il fuorilegge (Perceval le Gallois).  Due anni dopo recitava ancora in un film di Rohmer, La femme de l'aviateur (La moglie dell'aviatore), il primo della serie Comédies et Proverbes. 
Il raggio verde (Le rayon vert), di cui ha condiviso con il suo maestro il soggetto e la sceneggiatura, ed in cui interpretava la fragile sognatrice Delphine, è stato il suo maggiore successo di critica e di pubblico, tanto da vincere il Leone d'Oro alla Mostra del Cinema di Venezia. 
Nel 1993, Rivière ha codiretto il suo primo film con Marc Rivière, La Règle du Silence e nel 1998 è apparsa nuovamente in un film di Rohmer - Racconto d'autunno - interpretato a fianco di un'altra musa del famoso regista, Béatrice Romand. Del 2005 è la sua interpretazione in Il tempo che resta, di François Ozon, secondo film della "trilogia del lutto" iniziata con Sotto la sabbia.

## Filmografia parziale
- Il fuorilegge (Perceval le gallois), regia di Éric Rohmer (1978)
- La moglie dell'aviatore (La Femme de l'aviateur), regia di Éric Rohmer (1981)
- La vita è un romanzo (La vie est un roman), regia di Alain Resnais (1983)
- Il raggio verde (Le Rayon vert), regia di Éric Rohmer (1986)
- Reinette e Mirabelle (4 aventures de Reinette et Mirabelle), regia di Éric Rohmer (1987)
- Racconto d'inverno (Conte d'hiver), regia di Éric Rohmer (1992)
- Racconto d'autunno (Conte d'automne), regia di Éric Rohmer (1998)
- La nobildonna e il duca (L'Anglaise et le Duc), regia di Éric Rohmer (2001)
- Il tempo che resta (Le Temps qui reste), regia di François Ozon (2005)
- Gli amori di Astrea e Céladon (Les Amours d'Astrée et de Céladon), regia di Éric Rohmer (2007)
- Il rifugio (Le Refuge), regia di François Ozon (2009)
- Les Beaux Jours, regia di Marion Vernoux (2013)
- Un castello in Italia (Un château en Italie), regia di Valeria Bruni Tedeschi (2013)
- La corte (L'Hermine), regia di Christian Vincent (2015)
- Questo sentimento estivo (Ce sentiment de l'été), regia di Mikhaël Hers (2015)
- Il coraggio di Blanche (L'Amour et les Forêts), regia di Valérie Donzelli (2023)